# فرودگاه شهرستان جرج‌تاون
فرودگاه شهرستان جورج تاون (به انگلیسی: Georgetown County Airport) یک فرودگاه همگانی با کد یاتا GGE است که یک باند فرود آسفالت دارد و طول باند آن ۱۵۲۴ متر است. این فرودگاه در کشور ایالات متحده آمریکا قرار دارد و در ارتفاع ۱۱٫۹ متری از سطح دریا واقع شده‌است.